# Кодекс інтелектуальної власності Франції
Кодекс інтелектуальної власності Франції (КІВФ) — кодифікований нормативний акт французького законодавства, ухвалений законом № 92-597 від 1 липня 1992 року. Він об'єднує більшість старих законів, що регулювали дві галузі інтелектуальної власності, а саме: промислова власність і власність на літературу та мистецтво. Він регулярно оновлюється парламентом Франції.
Стаття 335-4 передбачає, що будь-яка фіксація, відтворення або передача цих інтелектуальних творінь карається трьома роками позбавлення волі та штрафом у розмірі 300 000 євро.

## Зміст
Частина перша: Літературна та мистецька власність
- Книга I: Права авторів[en]
  - Назва I: Об'єкт авторського права
  - Розділ II: Авторське право
  - Розділ III: Використання прав
- Книга II: Права, суміжні з авторським правом
- Книга III: Загальні положення щодо авторського права, суміжних прав і прав виробників баз даних
  - Книга III Розділ 1 Кодексу інтелектуальної власності I: Винагорода

Частина друга: Промислова власність
- Книга IV: Адміністративно-професійна організація
- Книга V: промислові зразки та моделі[en]
- Книга VI: захист винаходів і технічних знань
- Книга VII: торговельні марки, торговельні назви або знаки обслуговування та інші відмітні марки
  -     - Розділ VII: міжнародна торговельна марка та торговельна марка Спільноти
    - Розділ VIII: Загальні положення
    - Розділ II: Назви місць походження товарів

Частина третя: застосування до заморських територій і територіальної громади Майотти
- Книга VIII: Застосування на островах Волліс і Футуна, у Французьких Південних і Антарктичних Територіях і в Новій Каледонії